# Prąd Kalifornijski
Prąd Kalifornijski – zimny prąd morski na Oceanie Spokojnym, będący prawym odgałęzieniem Prądu Północnopacyficznego. Płynie on z północy na południe wzdłuż wybrzeży Półwyspu Kalifornijskiego (od ok. 45°N do ok. 20°N).
Jego prędkość wynosi ok. 1–2 km/h, szerokość pomiędzy 500 a 1000 km. Nurt jest płytki i niesie 10–15 mln m³/s. Temperatura wód powierzchniowych waha się w lecie pomiędzy 12–17 °C na północy oraz 25–26 °C na południu, a w zimie wynosi odpowiednio po 12 °C i 25 °C. W zimie przy samym wybrzeżu powstaje ciepły przeciwprąd zwany Prądem Davidsona.